# Homalotylus hyperaspicola
Homalotylus hyperaspicola är en stekelart som beskrevs av Tachikawa 1963. Homalotylus hyperaspicola ingår i släktet Homalotylus och familjen sköldlussteklar. Inga underarter finns listade i Catalogue of Life.